# Celso Posio
Celso Posio (Ostiano, Cremona, Italia, 26 de abril de 1931-Cremona, 12 de septiembre de 2016) fue un futbolista italiano. Se desempeñaba en la posición de centrocampista. pero posteriormente terminó como líbero.

## Carrera

### Equipos
Con el Brescia debutó en 1950 jugando 72 partidos en la Serie B italiana. En 1954 fue transferido al Napoli en donde permaneció siete temporadas hasta 1961, jugando en la Serie A italiana y anotando 12 goles. En 1961, el gran capitán retrocede y juega en la Serie B con el Messina, equipo en el cual se retiró.

## Selección nacional
Fue internacional con la selección de fútbol de Italia en 1 ocasión. Debutó el 26 de mayo de 1957, en un encuentro ante la selección de Portugal jugado en Lisboa y que finalizó con marcador de 3-0 a favor de los portugueses, válido como eliminatoria mundialista para la Copa del Mundo celebrada en Suecia en 1958.

## Clubes
| Club            | País   | Año       |
| --------------- | ------ | --------- |
| Brescia Calcio  | Italia | 1950-1954 |
| S. S. C. Napoli | Italia | 1954-1961 |
| F. C. Messina   | Italia | 1961-1962 |